# Ligne Mannerheim
Pour les articles homonymes, voir Mannerheim.
La ligne Mannerheim était une ligne de fortifications défensives  construite sur l'Isthme de Carélie par la Finlande pour se protéger de l'Union soviétique. Elle court du golfe de Finlande au lac Ladoga.

## Présentation
Pendant la Guerre d'Hiver (30 novembre 1939-13 mars 1940), elle est appelée « ligne Mannerheim », d'après le maréchal Carl Gustaf Emil Mannerheim.
Si la ligne fut le lieu des combats les plus violents de la guerre d'Hiver (notamment à Soloviovo, alors appelé Taipale), elle n'eut qu'un faible rôle pendant la guerre de Continuation (juin 1941-septembre 1944), lors de l'offensive finlandaise de 1941 et de l'offensive générale soviétique de 1944.

## Construction de la ligne

### Conception en 1918
Après l'indépendance de la Finlande, la Russie soviétique est perçue en Finlande comme la seule menace militaire possible et l'Isthme de Carélie comme l'endroit le plus menacé pour les forces de défense.
En conséquence, la fortification défensive de la Carélie est considérée comme urgente. La partie la plus menacée de cet isthme se trouvait à l'ouest, près du golfe de Finlande, la partie orientale était mieux protégée par le lac Suvanto et les rivières Vuoksi et Taipaleenjoki.
Les premiers plans d'une ligne de défense sont commandés, au début du mois de mai 1918, par le commandant en chef des forces de défense Carl Gustaf Emil Mannerheim au lieutenant-colonel volontaire suédois A. Rappe. La ligne de Rappe est placée près de la frontière et conçue pour protéger les deux lignes de chemin de fer qui traversent la frontière, ce qui pourrait être utilisé dans une contre-attaque vers Petrograd. La ligne principale du plan proche de la frontière et ne prend pas en compte les cours d'eau. Lorsque Mannerheim démissionne fin mai, les plans de Rappe sont abandonnés.
Le colonel allemand O. von Brandenstein fournit son plan de fortification le 16 juillet 1918. Il a été le premier à suggérer d'utiliser les isthmes lacustres, où des lacs plus petits comme le lac Kuolemajärvi, le lac Muolaa, le lac Suvanto et la rivière Taipaleenjoki divisaient l'isthme de Carélie en parties terrestres plus courtes, comme positions défensives. Son plan de principe est approuvé par le haut commandement finlandais en août 1918. En octobre 1918, le gouvernement finlandais affecte 300 000 marks aux travaux, qui devaient être exécutés par des sapeurs allemands et finlandais ainsi que par des prisonniers de guerre russes. Cependant, le budget alloué est insuffisant et le manque de matériaux de construction et de main-d'œuvre qualifiée empêche la construction de fortifications appropriées. Avec la défaite de l'Allemagne dans la Grande Guerre, le plan de von Brandenstein sera abandonné.
Lorsqu'Oscar Enckell devient chef d'état-major des forces de défense finlandaises en 1919, il se concentre sur la conception et la construction de la fortification de l'Isthme de Carélie. Johan Fabritius, officier dans l'armée de l'ancien Empire russe, lui présente ses propres plans. L'automne 1919, deux officiers français arrivent pour mettre au point les détails de la ligne de fortification.

### Casemates en béton non armé en 1919-1924
En octobre 1919, le chef d'état-major finlandais, le général de division Oscar Enckell, installa la ligne, principalement en suivant la ligne originale que von Brandenstein avait présentée.
Le major J. Gros-Coissy, membre de la commission militaire française, conçoit en détail les fortifications avec le lieutenant Johan Fabritius. Au cours de la première période de construction, Fabritius suggère de déplacer la ligne défensive plus au sud-est. L'état-major discute de la question, mais décide de suivre le projet antérieur d'Enckell. De plus, l'insuffisance des fonds a entraîné un désaccord entre les officiers et Enckell a démissionné en 1924. Les travaux de construction sont alors interrompus pendant une longue période.
L'entrepreneur principal des fortifications est l'entreprise de construction finlandaise Ab Granit Oy. Les cent premières petites casemates sont construites entre 1920 et 1924. Pour des raisons de coût, la première phase des fortifications est en béton non armé, ce qui n'assure qu'une protection partielle. La densité de compression du béton est trop faible pour offrir une résistance à quoi que ce soit de plus important que l'artillerie moyenne.

### Premières grandes casemates en 1932–1937
La deuxième phase de construction commence le 1er avril 1934, avec Fabritius aux commandes des travaux de construction. Il a conçu deux nouveaux types de casemates Ink 1 et Ink 2. Les casemates sont principalement conçues pour l'hébergement des troupes, mais des meurtrières sont aménagées dans des plaques de blindage en 1938 et 1939.
Une casemate mesure entre 15 et 20 mètres de long et de 5 à 6 mètres de large. Un bataillon de pionniers construit six bunkers dans le secteur d'Inkilä.
Entre 1932 et 1938, le budget de la défense est tel que les Finlandais ne peuvent construire que deux ou trois casemates par an. En 1936 et 1937, ils construisent deux grands points forts, Sk 10 et Sj 4 dans les zones de Summankylä et Summajärvi, deux casemates plus petites, Le 6 et Le 7, dans le secteur de Leipäsuo, et l'Ink 6, dans le secteur d'Inkilä.

### La période 1938-1939
Les fortifications défensives caréliennes reçurent considérablement plus de fonds et de ressources à partir de mai 1938, alors que la situation européenne empirait.
Les Finlandais construisent de nouveaux bastions et modernisent les anciens. À Summakylä et Summajärvi, ils construisent deux grands bunkers Sk 11, un "Peltola", un Sj 5, un "Miljoonalinnake" et un troisième Sk 17 incomplet. Ces casemates avaient de meilleurs abris anti-feu, une ventilation et une cloche observatoire.
À Suurniemi près de Muolaanjärvi, les Finlandais commencent à construire sept nouvelles casemates Su 1–7. Deux autres, Su 3 et Su 4, sont destinés à l'hébergement, et le reste aux nids de mitrailleuses.
Ils modernisent aussi les constructions des années 1920. Les anciennes casemates reçoivent des capacités de tir supplémentaire et ont été agrandies. La ligne était encore inachevée en novembre 1939.

## Les batailles de la guerre d'Hiver
L'armée de l'Isthme de Carélie était responsable de la défense de la Carélie. L'accent était mis sur le détroit de l'Ouest, qui était défendu par le IIe corps composé de quatre divisions. Le détroit de l'Est avait le IIIe corps d'armée comptant deux divisions. Au début de la guerre d'hiver, les forces de protection étaient centralisées sur la côte carélienne, avec pour tâche de retarder l'attaquant jusqu'à l'arrivée de l'armée de campagne. Leur mission principale était alors de repousser toutes les attaques.

## Kuvia

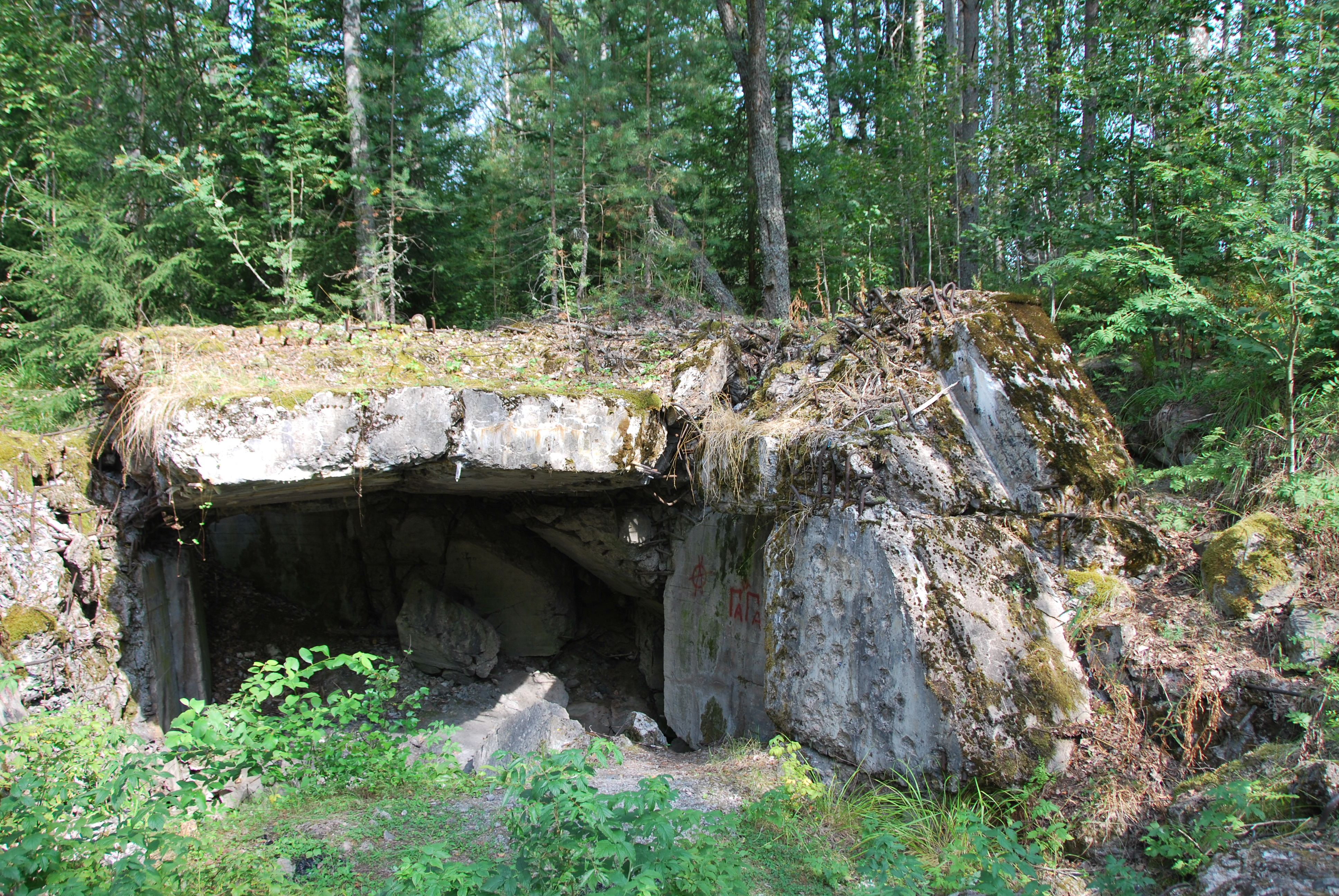
Casemate Le 7.
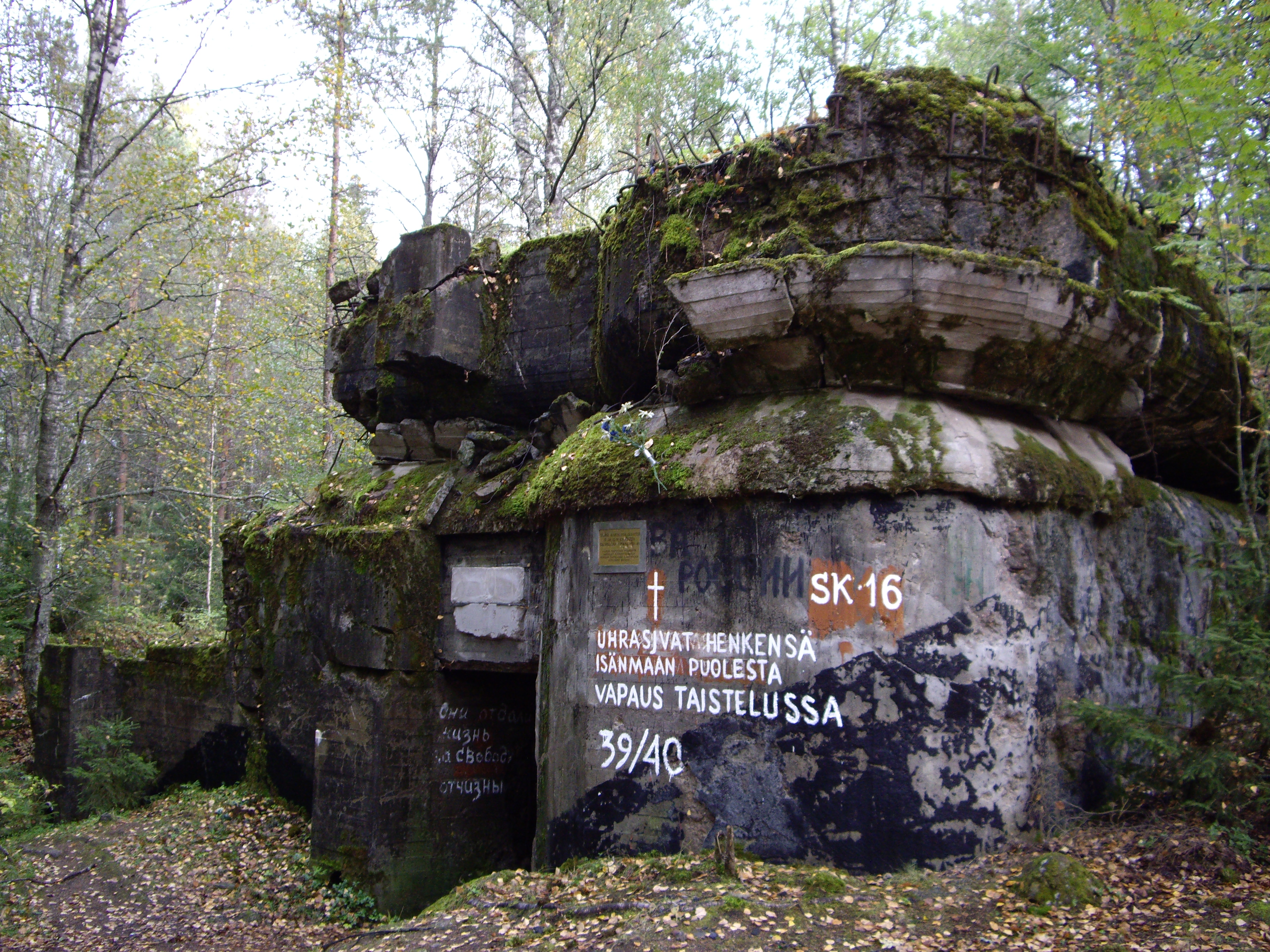
Casemate SK16.
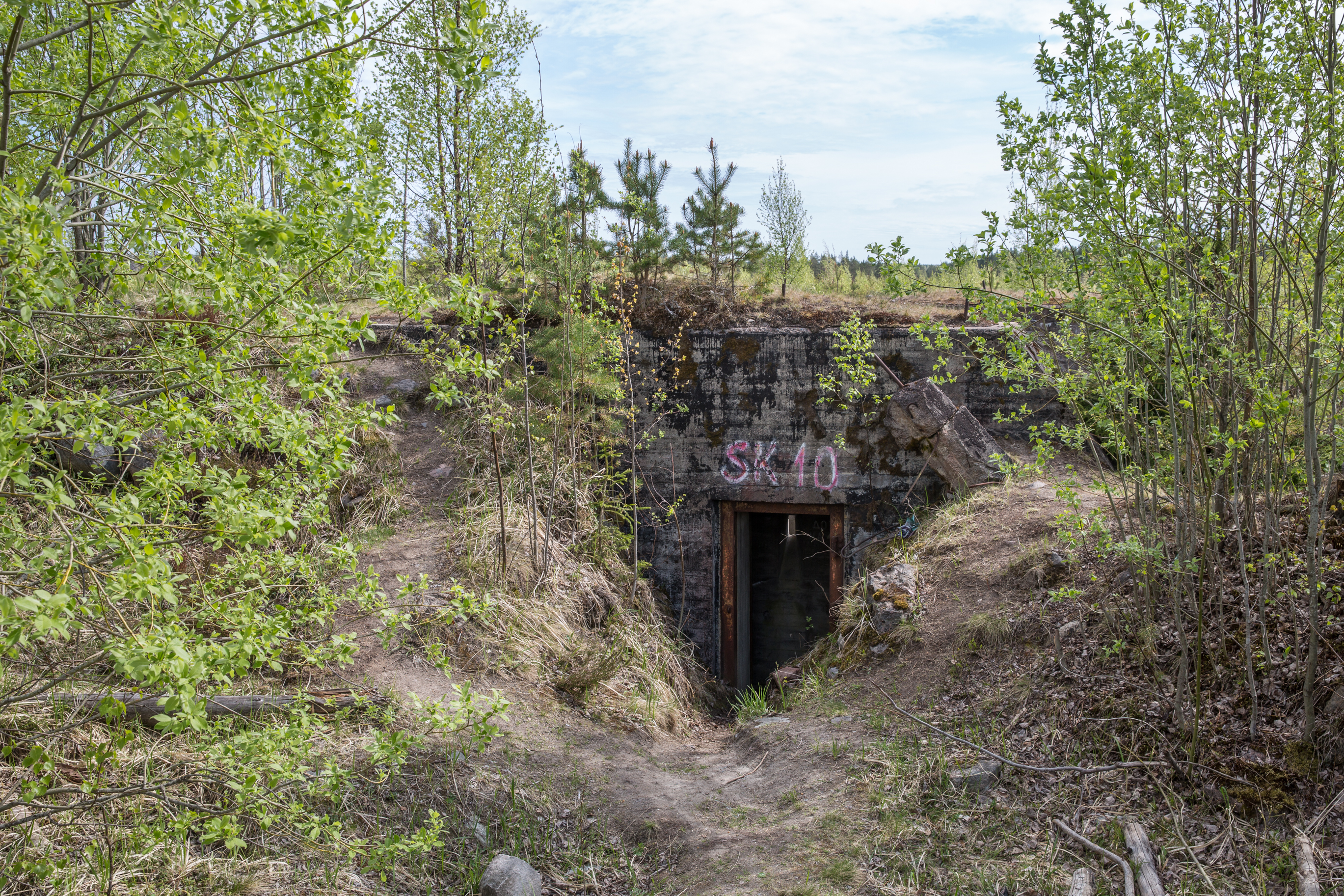
Bunkkeri Casemate SK10.